# Весна (фабрика игрушек)
ОАО «Весна» — российский производитель детских игрушек-кукол.

## История

### Артель «Игрушка»
26 июня 1942 года в Кирове была организована промысловая артель «Игрушка», в которой  мастера-надомники, 41 сотрудник, изготавливали 33 наименования детских игрушек: ватных Дедов Морозов и елочные игрушки, набитых опилками медведей, кукол из папье-маше и картона.
К 1950 году в артели работало 177 человек, а ассортимент выпускаемой продукции увеличился до 140 тысяч игрушек 34-х наименований.

### Кировская фабрика игрушек
29 сентября 1960 года артель была реорганизована в Кировскую фабрику игрушек, вскоре было построено здание фабрики с ленточной раскройной машиной для ткани и механизированными гидравлическими прессами. С 1963 года предприятие входит в состав Кировского производственного объединения «Вятка».
В 1965 году на фабрике началось производство деталей игрушек из полиэтилена, куклы фабрики получили механизм, позволяющий открывать и закрывать глаза. В 1974 году запущены линии итальянского производства, появились гальваноформы на изготовление кукол.
Летом 1976 года более 1,5 тысяч игрушек объединения «Вятка» были отправлены на экспорт в Голландию и ГДР.
В 1980-е годы 80% произведённых игрушек в стране приходилось на КПО «Вятка».

### «Весна»
В январе 1991 года Цех № 2 КПО «Вятка» был реорганизован в Кировское государственное предприятие «Весна».
В декабре 1992 года государственное предприятие «Весна» было преобразовано в акционерное общество открытого типа «Акционерная компания «Весна».
Ассортимент производства пополнился большими мягконабивными пупсами и изящными куклами Виктория и Виктор. В 2008 году фабрика выпускает 136 видов игрушек, в 2012 – 1000 наименований игрушек, среди них более 500 наименований – куклы. В 2020-х запущена программа по технической модернизации цехов, разрабатываются новые виды продукции. Серия шарнирных кукол Мирэя была удостоена победы в национальной премии «Золотой медвежонок-2021». Игрушки фабрики «Весна» имеют свыше 50 российских и международных наград.
В 2022 году фабрика игрушек «Весна» отметила 80-летие. К юбилею была приурочена выставка продукции.
Игрушки фабрики «Весна» имеют свыше 50 российских и международных наград. Cвоим качеством не уступают многим европейским аналогам. По достоинству оцениваются высококлассными экспертами, рекомендованы ведущими психологами и педагогами, широко популярны и любимы среди покупателей.
Каждая игрушка сертифицирована и соответствует Техническому регламенту Таможенного союза «О безопасности игрушек».

### Продукция фабрики «Весна»
Основная специализация предприятия — классические куклы с неповторимым современным дизайном, правильными пропорциями тела.
Сегодня в ассортименте фабрики более 500 кукол и пупсов, более 300 наименований развивающих настольных игр, более 100 вариантов виниловых игрушек, 60+ героев пальчикового перчаточного театров, 20+ эксклюзивных персонажей современных мультфильмов, а также множество образов кукольной одежды ручной работы.
Волосы кукол «Весны» выполнены из нейлонового волокна, имитирующего настоящие волосы, и надежно прошиваются по всей голове. Для каждой игрушки дизайнеры-модельеры разрабатывают свой наряд и причёску. Коллекция обновляется и разрабатывается каждый сезон с учетом современных тенденций моды. Многие куклы оснащены звуковыми модулями. Все фразы, которые произносит кукла, проходят психолого-педагогическую оценку.